# 莱兹河畔莱扎
萊茲河畔莱扎（法語：Lézat-sur-Lèze，法語發音：[leza syʁ lɛz]）是法国阿列日省的一个市镇，属于帕米耶区。

## 地理
莱兹河畔莱扎（43°16'34"N, 1°20'49"E）面积40.13 平方千米，位于法国奧克西塔尼大區阿列日省，该省份为法国西南部内陆省份，西部和北部与上加龙省接壤，东临奥德省，东南至东比利牛斯省接壤，南与安道尔和西班牙接壤。
与莱兹河畔莱扎接壤的市镇（或旧市镇、城区）包括：圣伊巴尔、卡斯塔尼亚克、埃斯佩尔斯、加亚克图尔扎、拉科涅、拉特拉普、蒙加赞、莱兹河畔圣叙尔皮斯。

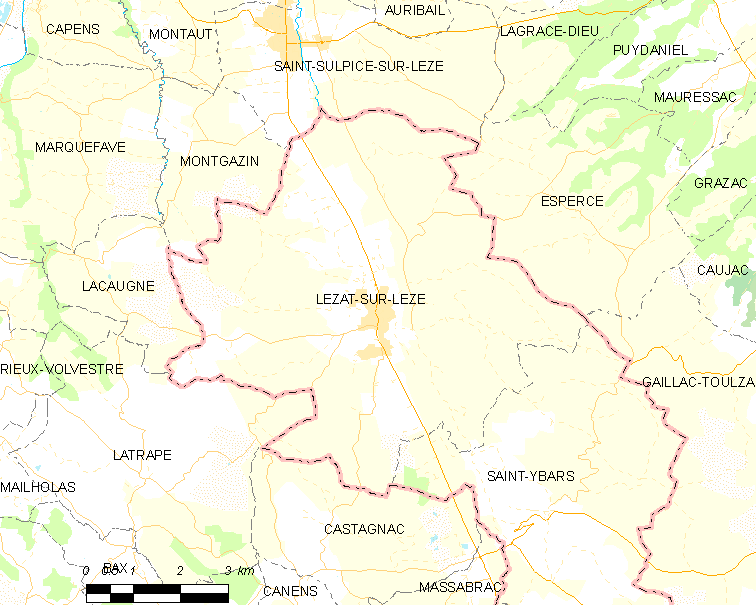
莱兹河畔莱扎的OSM定位图

莱兹河畔莱扎的时区为UTC+01:00、UTC+02:00（夏令时）。

## 行政
莱兹河畔莱扎的邮政编码为09210，INSEE市镇编码为09167。

## 政治
莱兹河畔莱扎所属的省级选区为阿里兹-莱兹县。

## 人口

1962-2008年间莱兹河畔莱扎人口变化图示

莱兹河畔莱扎于2022年1月1日时的人口数量为2341人。